# Шабалинское городище
Шабалинское городи́ще — археологический памятник, древнерусское вятское городище XIV-XVII веков. Располагается в Котельничском районе Кировской области, на реке Моломе.

## Городище
Шабалинское городище расположено в 7 км выше по реке от вятского города Котельнича на высоком коренном берегу; рядом с ним в 500 метрах находится одновременное Ковровское городище — оба в устье реки Моломы. Площадь городища — более 3 га. На северном раскопе удалось выявить следы древоземляных оборонительных укреплений, а также два котлована и 6 ям, нарушивших славянский могильник более раннего времени. Найденные на поселениях вещи относятся к XII-XVI векам. Ниже городища на припойменной площадке имеется Шабалинское селище, по результатам раскопок это было поселение местных финно-угров. На Шабалинском и особенно на Ковровском городищах (площадь 1га) довольно много керамики булгарского и ордынского типов (до 20 %), а также смешанного славяно-финского типа (от 30 до 50 %), встречающихся и на других вятских городощах, но в меньшем количестве. Это объясняется тем, что вдоль Моломы проходил важный путь с низовий Камы на Устюг, — крупнейший центр на Русском севере. Вятский город в устье Моломы был важным торгово-перевалочным узлом на этом пути. От него также шел водный путь к другим городам на Вятке. По находке тиунской печати новгородского типа (надпись «печать григорьева») можно предполагать, что этот город в конце 13 — начале 14 века входил во владения Великого Новгорода.

## Могильник
Шабалинский могильник, состоящий из примерно 80 погребений, дал картину чрезвычайно архаичного обряда захоронения: малая глубина захоронений (0,2-0,4 м), несколько парных могил, следы человеческих жертвоприношений — в двух могилах черепа отрубленных голов находились между ног умерших, ещё в одной был расчленённый костяк. Кладбище существовало в XII-XIV веках.